# باشگاه فوتبال استاینز تاون
باشگاه فوتبال استاینز تاون (به انگلیسی: Staines Town Football Club) یک باشگاه فوتبال در شهر استاینز، کشور انگلستان است که در سال ۱۸۹۲ میلادی تأسیس شده‌است.